# Yazdanshahr
Yazdānshahr (farsi یزدان‌شهر) è una città dello shahrestān di Zarand, circoscrizione di Yazdan Abad, nella provincia di Kerman. Aveva, nel 2006, una popolazione di 5.037 abitanti. 